# Vlase (Vranje)
Pour les articles homonymes, voir Vlase.
Vlase (en serbe cyrillique : Власе) est un village de Serbie situé sur le territoire de la Ville de Vranje, district de Pčinja. Au recensement de 2011, il comptait 338 habitants.

## Tourisme

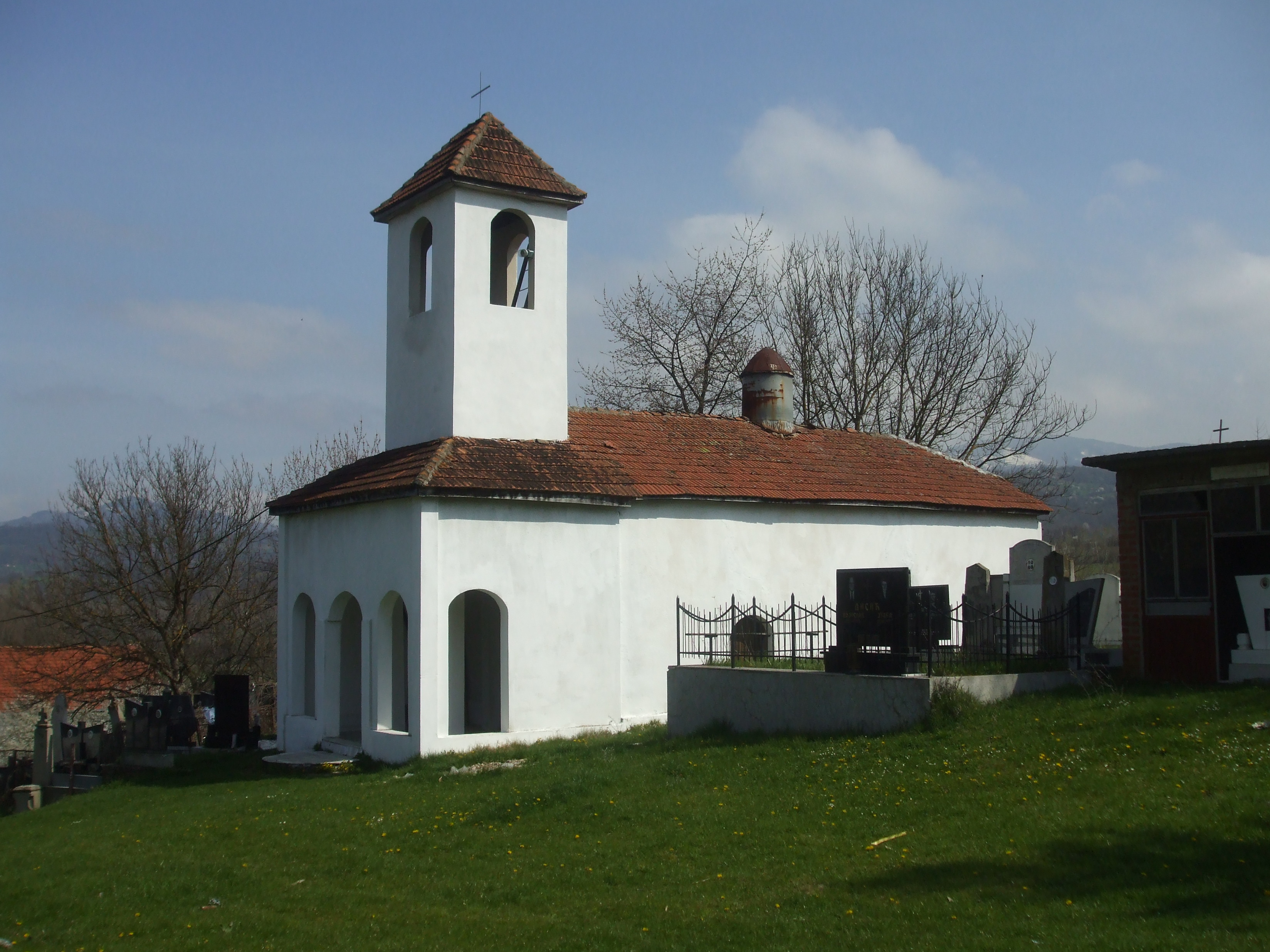
L'église Saint-Élie de Vlase

## Démographie
| 1948 | 1953 | 1961 | 1971 | 1981 | 1991 | 2002 | 2011 |
| ---- | ---- | ---- | ---- | ---- | ---- | ---- | ---- |
| 663  | 666  | 588  | 584  | 503  | 461  | 417  | 338  |

|  |